# 中村麻衣
中村麻衣（なかむら まい，1989年1月13日—），日本女子花樣游泳运动员。兵庫縣出生，畢業於松蔭中学校及松蔭高校，現就讀於神戸松蔭女子学院大學。

## 簡歷
2010年，中村麻衣與隊友參加廣州亞運會花樣游泳比賽的集體及自由組合比賽，奪得兩面銀牌。
2015年7至8月，中村麻衣出戰俄羅斯喀山舉辦的世界游泳錦標賽韻律泳比賽。她與隊友先後在集體技術自選、集體自由自選及自由組合項目，奪得三面銅牌。